# Mellantjärnen (Lits socken, Jämtland, 703087-144316)
Mellantjärnen är en sjö i Östersunds kommun i Jämtland och ingår i Indalsälvens huvudavrinningsområde.